# Epinephelus labriformis
Epinephelus labriformis · Mérou étoile
Espèce
Synonymes
- Epinephelus ordinatus Cope, 1871
- Epinephelus sellicauda Gill, 1862
- Serranus labriformis Jenyns, 1840

Statut de conservation UICN

 LC  : Préoccupation mineure
Epinephelus labriformis, communément nommé Mérou étoile, est une espèce de poissons marins de la famille des Serranidae.
Le Mérou étoile est présent dans les eaux tropicales de l'Océan Pacifique oriental, soit du Mexique au Pérou ainsi que dans les eaux bordières des îles Galápagos, Cocos et Revillagigedo.
Il peut atteindre une taille de 60 cm de long.